# Laiz
Laiz är en kommun i departementet Ain i regionen Auvergne-Rhône-Alpes i östra Frankrike. Kommunen ligger  i kantonen Pont-de-Veyle som ligger i arrondissementet Bourg-en-Bresse. Kommunens areal är 10,31 km². År 2022 hade Laiz 1 292 invånare.

## Befolkningsutveckling
Antalet invånare i kommunen Laiz
Referens: INSEE